# Le Grand Macabre
Le Grand Macabre (El gran macabre), composta entre 1974 i 1977, i revisada el 1996, és l'única òpera del compositor György Ligeti. L'òpera està dividia en dos actes. El seu llibret, basat en l'obra de teatre La balade du grand macabre, de Michel De Ghelderode, va ser escrita per Ligeti en col·laboració amb Michael Meschke, director del teatre de titelles d'Estocolm. El llibret original va ser escrit en alemany; Der grosse Makaber, però per la primera producció va ser traduït al suec per Meschke, sota el seu títol actual. Una de les característiques més interessants d'aquest llibret és que, només amb la modificació de pocs fragments, l'òpera pot ser cantada en diversos idiomes (entre els quals hi compten l'anglès, el francès, l'italià, l'hongarès i el danès).
Le Grand Macabre es va estrenar a Estocolm, doncs, el 12 d'abril de 1978 i des de llavors s'ha produït més de 30 vegades (Everett 2009, 29). Ligeti va revisar substancialment l'òpera en la producció de 1997 pel Festival de Salzburg, comprimint-ne l'estructura a través de talls en les escenes 2 i 4. També va musicar alguns dels fragments parlats originals, I en va suprimir alguns. La versió revisada va ser estrenada en el context del festival el 28 de juliol, en una producció dirigida per Peter Stellars. A Ligeti no li va agradar la direcció de Stellars, que camuflava la intenció del compositor de produir una sensació d'ambigüitat escènica i dramàtica, a partir de l'exposició d'una escenografia apocalíptica en el marc del desastre de Chernobyl.
El 1992, tres de les àries de Le Grand Macabre es van arranjar per a ser programades en concerts de manera aïllada, sota el títol Mysteries of the Macabre. N'existeixen versions per soprano o trompeta acompanyats per orquestra, i també per petit conjunt instrumental o piano (Anon. n.d.).

## Estil
Le Grand Macabre arriba en un punt en el qual l'estil de György Ligeti està canviant substancialment. Aparentment, s'estava produint un canvi radical pel que fa al seu acostament a la música propi dels anys 60. Des d'aquí en endavant el compositor adoptaria una manera de fer música molt més eclèctica, que deixaria enrere les qüestions texturals i microtonals que l'havien ocupat en els anys anteriors. Per a Le Grand Macabre l'estil es tornaria molt més mòbil i voluble, adient per a reexaminar la modalitat i la tonalitat. En boca de Ligeti, aquest era un estil "no-atonal" (expressió que ens demostra la seva voluntat de desmarcar-se d'una rigidesa, de superar l'escull estilístic que suposava l'atonalitat com a paradigma de bona part de la música contemporània). Eclèctica és un adjectiu realment adequat per descriure l'òpera a la qual ens referim, ja que en ella Ligeti no forja un nou llenguatge musical. Simplement reaprofit, reordena, resignifica el concepte d' "obra" a través de la utilització de tècniques com el "pastiche" o la cita directa de músiques clàssiques, amb al·lusions clares als estils de Monteverdi, Rossini o Verdi.

## Elements estructurals de l'obra[calcitació]

### Papers
| Paper                                                                  | Veu                       | Primer repartiment, 12 April 1978 (Director: Elgar Howarth) |
| ---------------------------------------------------------------------- | ------------------------- | ----------------------------------------------------------- |
| Piet The Pot (Piet vom Fass)                                           | tenor de caràcter         | Sven-Erik Vikström                                          |
| Amando (Spermando)                                                     | mezzo-soprano             | Kerstin Meyer                                               |
| Amanda (Clitoria)                                                      | soprano                   | Elisabeth Söderström                                        |
| Nekrotzar                                                              | baix / baríton            | Erik Saedén                                                 |
| Astradamors                                                            | baix                      | Arne Tyrén                                                  |
| Mescalina                                                              | mezzo-soprano de caràcter | Barbro Ericson                                              |
| Venus                                                                  | soprano de coloratura     | Monika Lavén                                                |
| Cap de la "Gepopo", the Secret Political Police                        | soprano de coloratura     | Britt-Marie Aruhn                                           |
| Príncep Go-Go                                                          | contratenor               | Gunilla Slättegård                                          |
| Ruffiack                                                               | baix                      |                                                             |
| Schobiack                                                              | baríton                   |                                                             |
| Schabernack                                                            | baix                      |                                                             |
| Ministre del Partit Blanc                                              | tenor de caràcter         |                                                             |
| Ministre del Partit Negre                                              | baix / baríton            |                                                             |
| Cor: Poble de Breughelland i esperits, eco de Venus; cor fora d'escena |                           |                                                             |

### Orquestració[calcitació]
Ligeti aposta per una orquestra extremadament diversa, amb una secció de percussió molt nodrida: 
- 3 flautes (2 i 3 doblant piccolo)
- 3 oboès (2 doblant oboe d'amore, 3 doblant corn anglès)
- 3 clarinets en Si b (2 doblant clarinet en Mi b i saxo alt, 3 doblant clarinet baix en Si b)
- 3 fagots (3 doblant contrafagot)
- 4 trompes en Fa
- 4 trompetes en Do (1 i 2 doblant trompeta piccolo en Re)
- Trompeta baixa en Do
- 3 trombons (tenor, tenor-baix i contrabaix)
- Tuba contrabaix
- Timbales
- Percussió (4 instrumentistes)
- 3 harmòniques cromàtiques (tocades per trompistes o bé percussionistes)
- Celesta (doblant clavicèmbal)
- Grand Piano (doblant piano electrònic)
- Orgue electrònica (només manuals, doblant regal)
- Mandolina
- Arpa
- Cordes (3, 0, 2,6, 4)

La vasta secció de percussió comprèn tant ítems domèstics com instruments de percussió estàndard. Vegem-los: 
- Xilòfon
- Vibràfon
- Glockenspiel
- Marimba
- 12 clàxons de cotxe de diferent timbre
- 4 caixetes de música
- 6 timbres elèctrics
- 2 tamborins
- Tambor militar
- 2 caixes
- 3 bongos
- Conga
- Tamor tenor
- Tambor de processó
- 4 tom-toms
- 2 tambors baixos
- 2 triangles
- 3 cròtals
- 3 plats suspesos
- Un parell de címbals antics
- Dos parells de "crashed cymbals"
- Gong
- 2 tam-tams
- Campanes tubulars
- 2 campanes de temple japonès
- Maraques
- 2 güiros
- 2 "clappers"
- Bastons
- Castanyoles
- Xerrac
- 3 caixes xineses
- "Log-drum"
- 5 temple-blocks
- Picassa
- Taules de fusta
- Flauta d'èmbol
- Xiulet
- Xiulet "cucut"
- Xiulet d'avís
- Xiulet de sirena
- Xiulet de vaixell de vapor
- 2 sirenes
- 2 flexatons
- "Duck-quacker"
- Testos
- Gran rellotge amb alarma
- Gran metrònom piramidal
- Paper (de seda o de diari)
- Paper de vidre
- Wind machine
- Bossa de paper
- Plata amb coberteria
- Paella
- Pistola
- Lion's roar

### Estructura dramàtica[calcitació]

#### Primer Acte
| Escena 1 1. Preludi de clàxons de cotxe 2. Escena primera: Dies Irae 3. Away, you swag-pot! 4. Shut up! | 5. Oh...! – Amanda! Can do no more! 6. Ha-ha-ha-ha! Hey! Give me my requisites, slave 7. Melting snow is thy breast 8. Segon preludi de clàxons de cotxe | Escena 2 9. One! Two! Three! Five! 10. Shapely and attractive figure 11. Venus! Venus! 12. Stop! – Sh!... Quiet, for heaven's sake! 13. Who's there? A Man? – A Man! 14. Finale: Fire and death I bring |

#### Segon acte
| Escena 3 1. Preludi dels timbres 2. Arse licker, arse-kisser! 3. Posture exercises! 4. Tsk... – Pssst! Ha! Head of my Secret Service 5. Ahh! ...Secret cypher! 6. Hurray, hurray! My wife is dead, hurray! | 7. Entrada de Nekrotzar 8. Woe! Ooh! For the day of wrath 9. There's no need to fear 10. Up! – Drink! – Up! 11. Galimatias: Hmm! It's delicious 12. Where am I? What time is it? | Interludi 13. Escena 4: Ghost Astradamors, are you dead? 14. Cànon mirall 15. Finale. Passacaglia: Ah, it was good |

## Sinopsi

### Primer acte

#### Escena primera
L'òpera comença amb un cor de dotze discordants clàxons de cotxe, amb altures i ritmes especificats en la partitura. D'una manera abstracta, això suggereix l'estèril paisatge modern dels embussos de trànsit. Amb el final de l'obertura, Piet the Pot, "by trade wine taster" (d'ofici catador de vi), al país de Breughelland (nom de l'artista que aparentment el va inspirar), apareix oferint-nos un lament borratxo, adornat amb sanglots. L'acompanyen els fagots, que es converteixen en l'instrument representatiu d'aquest personatge. El focus, però, es desplaça cap a dos enamorats, Amanda i Amando, actuats per dues dones encara que representa que són una parella de sexes oposats. Nekrotzar, príncep de l'infern, sent els enamorats des de dins la seva profunda tomba i subtilment s'afegeix al seu duet, sense que se n'adonin. Ells, confosos, descobreixen Piet i s'alteren en gran manera, creient que els està espiant. Piet protesta: "I spoke no word, so who spoke? The almighty?" (jo no he dit res, i llavors qui ha sigut? El senyor?). Just després, els enamorats s'amaguen a la tomba per morrejar-se.
Nekrotzar emergeix entonant un motiu, exclamant "away, you swagpot! Lick the floor, you dog! Squeek out your dying wish, you pig!" (fora, desgraciat! Llepa el terra, gos! Crida ben fort el desig de morir que tens, porc!). Piet respon de manera semblant, amb frases confuses i èbries, fins que Nekrotzar el fa callar: "Shut up!". Piet ha d'esdevenir l'esclau de la Mort i retirar tots els seus "instruments" de la tomba. A mesura que les exigències de Nekrotzar es tornen més bèsties, Piet les va acceptant amb servilitat, fins que li requereix que deixi "fer-se sacsejar el coll per la set". Amb això no hi està d'acord, ja que Nekrotzar "només havia parlat de mort, no de càsig!" L'objectiu de Nekrotzar és destruir el món amb un cometa que Déu li enviarà aquella mateixa nit. Mentre Nekrotzar explica la seva missió, acompanyat per clusters en el registre greu del piano i l'orquestra, s'hi afegeix el cor, advertint "to take warning now, at midnight thou shalt die" (aneu amb compte, a mitjanit morireu). Un metrònom, el tempo regular del qual ignora el de la resta de l'orquestra, s'hi acopla. Nekrotzar insisteix que PIet ha d'esdevenir el seu cavall, i l'última protesta de Piet és un plor final: "cock-a-doodle-doo!" Mentre cavalguen cap a la seva gesta, els enamorats emergeixen i canten un altre duet, ignorant completament la fi dels temps gaudint de la mútua companyia.

#### Escena segona
La trama recomença amb un segon preludi de clàxons de cotxe, que anuncia un canvi d'escena als dominis d'un astrònom, Astradamors, i la seva sàdica dona, Mescalina. "One! Two! Three! Five!", exclama Mescalina, agredint el seu home amb un fuet al ritme d'uns acords cromàtics i canviants. Astradamors, vestit amb parracs, en demana més de forma poc entusiasta... Ella l'obliga a aixecar-li les faldilles, i se'l treu de sobre amb una escopinyada. Convençuda que l'ha mort, comença a sanglotar, i després es planteja si realment és mort. Convoca llavors l'aranya, aparentment la seva mascota, i ho fa acompanyada d'un duo de clavicèmbal i orgue. Astradamors s'aixeca, protestant que "spiders always give him nausea". Com un càstig per haver intentat simular la seva mort, l'obliga a prendre part en un ritual domèstic, una dansa rítmica: "the Gallopade". Tot acaba amb un petó, mentre l'home canta, amb falset, el "Sweetest Sunday".
Mescalina el condueix tot seguit cap al telescopi. "Observe the stars, left, right. What do you see up there? By the way, can you see the planets? Are they all still there, in the right order?" (Observa les estrelles, esquerra, dreta. Què hi veus allà dalt? Per cert, hi veus els planetes? Encara hi són, en l'ordre correcte?). S'adreça tot seguit a Venus amb una súplica apassionada per un marit millor, acompanyada per l'oboè d'amor... Mentre s'adorm, Astradamors clama en silenci: "I would punge the whole universe into damnation, if only to be rid of her!" (Submergiria l'univers sencer en la pitjor de les condemnes, només per treure-me-la de sobre!). Just darrere apareix Nekrotzar i la seva trompeta, mentre Venus parla amb Mescalina. Venus l'informa que ha enviat dos homes, i és llavors quan Nekrotzar fa un pas endavant per anunciar-se com el "well-hung man" (home ben dotat) que requeria Mescalina. Fan un amor exagerat, i mentre Venus l'aprova en un xiscle fervent, Piet i Astradamors ho comenten. Nekrotzar mossega de cop Mescalina al coll, matant-la, i insisteix que Piet i el seu nou servent (Astradamors) moguin el cos fins on no molesti. Tot desemboca en un ditirambe final, on els tres personatges canten a trio "fire and death I bring, burning and shrivelling" (porto foc i mort, cremant i desfigurant). Tot d'un plegat, Nekrotzar organitza la seva brigada i es preparen per viatjar cap al palau reial del Príncep Go-go. Abans d'això Astradamors destrueix completament casa seva, proclamant: "at last, I am master in my own house" (finalment sóc amo a casa meva).

### Segon acte

#### Escena tercera
Torna a obrir l'escena una polifonia de sons quotidians. Aquest cop, amb timbres de porta i rellotges d'alarma, que semblen representar el despertar de Breughelland a mesura que la Mort s'acosta. El teló s'obre i deixa veure la sala del tron, on dos polítics dansen un vals mentre intercanvien insults en ordre alfabètic. "Blackmailer; bloodsucker!" "Charlatan; clodhopper!" "Driveller; dodderer!" "Exorcist; egoist!" "Fraudulent; flatterer!" El príncep arriba i els prega que posin els interessos de la nació sobre l'egoïsme. Ho fan, però forcen el príncep Go-go a muntar un cavall de joguina gegant, al·legant que és l'hora de la "classe d'equitació". La caixa comença unes variacions de música de marxa militar, mentre els polítics continuen discutint-se. Finalment, Go-go es rendeix després d'una suposada batalla ("We surrender!", exclama, utilitzant la primera persona del plual"), i cau del seu cavall. La ironia recurrent en aquest surrealista argument torna a aparèixer en aquesta escena, quan un dels polítics, el ministre del Partit Negre, exclama: "thus do dynasties fall!" (així cauen les dinasties!). El príncep, agredit, recorda que la guerra és condemnada en la constitució del país, però els polítics expressen que només és paperassa, i el seu riure violent i maníac és acompanyat pels sons dels metalls més greus. L'escena es desenvolupa a través dels consells que, sarcàsticament, els dos polítics van donant al príncep Go-go, i es representa amb una burla picant quin paper tenen els reis en les monarquies parlamentàries avui en dia, o, més lluny encara, quin paper té el poder polític davant el poder econòmic o la força de la premsa. Tot s'acaba amb el sopar resignat d'un príncep que té, més que cap altra preocupació transcendental, gana.
Gepopo, cap de l'espionatge, interpretat per la mateixa soprano que feia de Venus, entra acompanyada d'un exèrcit d'espies. La seva ària consisteix en una mena de codi: paraules trencades, repetitives, i frases soltes. Go-go entén el missatge: el poble planeja una insurrecció perquè tenen por d'un gran... Macabre. Els polítics surten al balcó per intentar calmar la gent amb discursos, però són rebutjats violentment i el príncep se'n riu, abans d'aparèixer al balcó per entusiasmar tothom. "Our great leader! Our great leader! Go Go Go Go!", criden durant un minut sencer. El seu lent cant s'accelera i és transformat rítmica i intervàlicament, ofegant les frases pronunciades per Go-go, del qual només percebem la gesticulació. Gepopo alerta llavors el príncep que un cometa s'està apropant, i que un verdader Macabre s'acosta a poc a poc. Els polítics intenten qualificar-ho d'alarmisme, però de seguida surten disparats de l'escenari quan apareix una figura que es dirigeix cap a la porta de la ciutat. Go-go proclama que ell és "master in his own house" i es refugia en una pregària, recordant-se del "legendary might, hallmark of Go-gos" per resistir els temps que vindran. Gepopo li aconsella que cridi un guarda (en el seu usual estil xifrat), però la figura resulta ser només Astradamors, que s'afanya a congratular el príncep. Els dos són protagonistes d'un fals acabament: "Huzzah! For all is now in order!", ignorant les súpliques desesperades de la gent. De cop, una sirena sona, i una trompeta baixa anuncia el perill; li ordenen a Go-go que s'amagui sota el llit, mentre entra Nekrotzar muntant Piet the Pot "as all Hell follows behind", en processó. Musicalment, aquest moment és una passacaglia, amb un tema repetitiu a les timbales i els contrabaixos (amb una paròdia del 4 moviment de la simfonia Eroica de Beethoven), un violí amb scordatura (que toca una imitació variada de "The Entertainer" de Scott Joplin), fagot, clarinet en Mi b i piccolo, que construeixen el material per al desenvolupament orquestral.
"Woe!", exclama Nekrotzar, des del balcó. "Woe! Woe!", respon la gent, aterrada. S'afanya a presentar les més increïbles profecies mortuories. La trompeta baixa que sempre l'acompanya és amb ell, amb un petit ensemble de metalls, que el condueix cap a nous motius. El poble suplica clemència. Piet i Astradamors, que, sense pensar en res més, han estat buscant una excusa per poder beure, pregunten al príncep de la mort si vol unir-se a ells per acabarse el festí que estava engolint Go-go. Piet suggereix que, abans de dinar, s'hauria de fer un glop de vi: la parella, que com als seus servents, no li tenen por, comencen a dansar al voltant de Nekrotzar i a insultar-lo i provocar-lo perquè begui amb ells. Aquest ho fa, entonant: "may these, the pressed out juices of my victims, serve to stengthen and sustain me before my necessary deed". Els tres comencen un diàleg grotesc, acompanyats pels timbals i l'orquestra. L'únic que diu Nekrotzar és "Up!", una vegada i una altra, mentre beu vi d'una forma animal. Després d'això, es dedica a vanar-se de les seves gestes: "demolished great kings and queens in scores / no one could escape my claws / Socrates a poison chalice / Nero a knife in his palace." L'acompanya la música per a cordes que sonava quan matava Mescalina...
La mitja-nit s'apropa, però Nekrotzar no pot ni aixecar-se. Go-go surt del seu amagatall, i és presentat al "Tsar Nekro" com a "Tsar Go-go", i els quatre (Go-go, Nekro, Piet i Astradamors) es dediquen a representar petits "comedy sketches", acompanyats per una música simplista. Llavors Nekrotzar intenta muntar el cavallet de joguina, i acomet la seva última tasca: "in the name of the Almighty, I smite the world to pieces." Una "therenody" clou l'escena, seguida de crescendos i decrescendos alternatius als vens. El cometa brilla, centellejant, i Saturn es desmunta sobre el cel encès de l'escenari.

#### Escena quarta
Acords calmats i harmònics a les cordes són acompanyats per una harmònica, preparant l'escena pel paisatge de després del cataclisme. Piet i Astradamors, pensant que són fantasmes, floten en el cel. Go-go emergeix pensant que és l'única persona que ha sobreviscut, però tres soldats entren a escena i l'arresten. Es neguen a acceptar que és un príncep, i no fan cas de les seves promeses ("I will give you high decorations, silver and gold, and relieve you of official duties!"). Nekrotzar apareix i s'horroritza en veure que alguns encara han sobreviscut. Però aquesta angoixa és sobrepassada per la por que li produeix la visió de Mescalina, que surt de la tomba. Clústers feixucs i rugosos als vents i la percussió inicien una escena de persecució: Mescalina captura Go-go, els soldats i els dos polítics, que es dediquen a insultar-la per l'esquena; tot es complica fins que arriba una lluita massiva entre tots els personatges, que acaba amb un col·lapse general. Nekrotzar és abatut; tothom ha sobreviscut. En un curiós cànon mirall per cordes, va tremolant fins a fer-se infinitíssimament petit, i desapareix. El Finale es basa en una sèrie d'acords estructurats amb un ordre impredictible. Els enamorats surten també de la tomba, predicant tot el bé que han fet. Tots els personatges encoratgen l'audiència: "Fear not to die, good people all. No-one knows when his hour will fall. Farewell in cheerfulness, farewell!".
TELÓ

## La producció de La Fura dels Baus[calcitació]
L'any 2011, la companyia de teatre contemporani "La fura dels Baus" va assumir l'escenificació d'aquesta gran pantomima ideada per Ligeti sobre el llibret surrealista de Ghelderode, amb la col·laboració de la soprano Barbara Hannigan, especialista en el compositor hungarès. Creiem que per explicar-la, aquesta descripció que apareix a la seva pàgina web és una bona introducció: 
"Grotesc, bizarre o extravagant són adjectius freqüents aplicats a la creació contemporània i això no és estrany si pensem que la pressència del cos carnal, en oposició al cos idealitzat i canónic, és una de les seves principals temàtiques. Ja Mikhaïl Bakhtine parlava del cos grotesc com a expressió d'una contracultura subversiva enfrontada als codis establerts, el cos de bas matériel: gula, escatologia, obscenitat… També és el cos abjecte definit per la pensadora Julia Kristeva com a matèria d'orificis, vísceres i fluids. L'interior dels nostres cossos, tan oblidat per segles de racionalitat cartesiana, ara és mostrat i interrogat. Torna la subversió de tot allò grotesc. Aquest és el territori de Le grand macabre, un àmbit on paradoxalment coincideixen la tragèdia i el riure."
La producció de La fura dels Baus, com es pot apreciar en aquest fragment, girava al voltant de la recuperació del "cos" com a element carnal, íntim, escatològic i grotesc. Una de les característiques més interessants de la posada en escena de La fura va ser l'escenografia, condensada en una gran figura femenina despullada col·locada en una posició més aviat sexualitzada. Tota l'òpera es desenvolupava dins i al voltant d'aquesta figura, i els personatges hi interactuaven (en coneixíem els budells o la vagina, d'on sortien alguns dels personatges principals (com els dos ministres). El missatge de la companyia de teatre era explícit i xocant; s'utilitzaven materials que imitaven les textures de les parts del cos de la noia, i el vestuari era també provocatiu (els dos enamorats vestien una malla que imitava el teixit muscular). La trama absurda de Ghelderode, que Ligeti va saber musicar d'una manera tan trencadora, posa en joc algunes de les preocupacions del món post-industrial (la por irracional al cataclisme, l'ebrietat, la sexualitat, etc.), i la posada en escena aportava l'element visual que les il·lustra.
La introducció d'allò grotesc i escatològic com a tema, així com l'absurd i el riure irracional, és alhora explicació d'aquesta obra mestra i símbol de la post-modernitat, el títol de la qual és, segons pensem, prou explícit. "Le Grand Macabre", l'anti-òpera per excel·lència, mereix sens dubte un lloc destacat dins la història de l'art i de la música.